# Швальмштадт
Швальмштадт (нем. Schwalmstadt) — город в Германии, в земле Гессен. Подчинён административному округу Кассель. Входит в состав района Швальм-Эдер.  Население составляет 18 586 человек (на 31 декабря 2010 года). Занимает площадь 84,74 км². Официальный код — 06 6 34 022.
Город подразделяется на 13 городских районов.

## Известные уроженцы
- Леймбах, Карл Людвиг (1844—1905) — немецкий педагог, историк литературы.